# Heule (ruisseau)
Pour les articles homonymes, voir Heule.
La Heule (Heulebeek en néerlandais) est un gros ruisseau de Belgique, affluent de la Lys et sous-affluent de l’Escaut. Elle coule entièrement en province de Flandre-Occidentale.
La Heule est, comme la Mandel, un affluent de la Lys. Son cours prend une orientation approximativement d'ouest en est. Très sinueuse, elle prend sa source à Beselare et se jette dans la Lys à hauteur de Kuurne. Le ruisseau doit son nom au village de Heule. Depuis l'an 2000, une station d'épuration a été construite à Gullegem, tout près du R8 et le développement de la nature est favorisé le long des rives dans le domaine provincial Bergelen.